# Andra inhemska språket
Andra inhemska språket (på finska toinen kotimainen kieli) är i Finland, i synnerhet i utbildningssammanhang, benämningen för finska eller svenska, det språk som inte är skolspråk eller modersmål för en viss person. Ämnet är med vissa undantag ett obligatoriskt ämne i grundskolan och gymnasiet och i de flesta yrkesutbildningar. Högskoleexamen och tjänster som förutsätter högskoleexamen förutsätter ”goda” kunskaper i det andra inhemska språket (dispens kan beviljas till exempel åt utlänningar).

## Det andra inhemska språket i grundskolan
I den finska grundskolan är vid sidan om modersmålet två språk obligatoriska skolämnen. Ett av de båda språken skall vara det ”andra inhemska språket”, alltså finska eller svenska, för elever med det ena av dessa som modersmål och skolspråk. För finsk- och svenskspråkiga elever räknas skolspråket som modersmål, oberoende av det faktiska modersmålet eller hemspråket.
Elever i finländska grundskolor läser minst två språk i skolan utöver modersmålet finska, svenska eller samiska (alternativt finska/svenska som andra språk). Det första språket kallas A1-språk och inleds senast i årskurs 3 och det andra språket kallas B1-språk och inleds senast årskurs 6. Till dessa språk kan eleven även välja ett extra A2-språk eller ett B2-språk. Har eleven inte valt det andra inhemska språket - antingen svenska eller finska - som A1-språk eller A2-språk måste eleven välja det som B1-språk med början i årskurs 6. B1-språket omfattar minst 6 veckotimmar utdelade på årskurs 6-9. Det står dock fritt för enskilda kommuner att fördela tilläggstimmar till dessa kurser, vilket är fallet i Esbo stad där eleverna har minst 8 timmar svenska i finskspråkiga grundskolor.
I svenskspråkiga skolor är det vanligt att eleverna läser finska som första språk utöver modersmålet, så kallat A1-språk, vanligen från tredje klassen i de lägre klasserna, eller som frivilligt A2-språk från fjärde eller femte klass, efter att ha börjat med engelska eller eventuellt något annat språk som A1-språk.
I finskspråkiga skolor är det vanliga att läsa svenska som andra obligatoriska språk, med början från sjätte klassen. En del skolor, men inte alla, erbjuder möjlighet att läsa svenska också som A-språk.
För elever som har ett annat modersmål och läser finska eller svenska som andraspråk (främst invandrare och de samer som går i skola på samiska) fördelas timmarna som annars skulle användas på modersmål och det andra inhemska språket istället på finska eller svenska som andraspråk och undervisning i modersmålet. Det andra inhemska språket skall då erbjudas som ett tillvalsämne.
Åland har egen skollagstiftning och finskans ställning skiljer sig från den i svenska skolor i övriga Finland.
| Elevens modersmål | Lärokurs i läroämnet modersmål och litteratur | Det andra inhemska språket | Det andra inhemska språket |
| ----------------- | --- | -------------------------- | -------------------------- |
|                   | Gemensam | Gemensam                   | Valfri                     |
| Svenska           | svenska och litteratur | finska                     | -                          |
| Finska            | finska och litteratur | svenska                    | -                          |
| Samiska           | samiska och litteratur samt svenska eller finska för samisktalande                                                                                                   | -                          | finska eller svenska       |
| Samiska           | svenska eller finska och litteratur samt samiska och litteratur | finska eller svenska       | -                          |
| Romani            | svenska eller finska och litteratur samt romani och litteratur | finska eller svenska       | -                          |
| Teckenspråk       | teckenspråk och litteratur samt svenska eller finska för teckenspråkiga                                                                                              | -                          | finska eller svenska       |
| Annat modersmål   | annat modersmål med hela timantalet för modersmål och litteratur eller i enlighet med 8 § i statsrådets förordning 422/2012 samt svenska eller finska som andraspråk | -                          | finska eller svenska       |

Andra inhemska språket fastställs utgående från elevens modersmål och/eller skolans utbildningsspråk samt skolans utbud.

## Det andra inhemska språket i gymnasiet
Det andra inhemska språket är ett obligatoriskt ämne i gymnasiet, men även på den här nivån finns olika kurser: 
- A-lärokurs
- B1-lärokurs
- B3-lärokurs
- Modersmålsinriktad lärokurs

A-kursen brukar kallas lång lärokurs och är ämnad för de elever som läst svenska eller finska som A1- eller A2-språk eller annars talar språket bra då gymnasiestudierna inleds. B1-lärokursen är till för dem som börjat studera svenska eller finska som B1-språk i grundskolan, medan B3-lärokursen är ämnad för dem som tidigare antingen fått dispens från att lära sig det andra inhemska språket eller av andra anledningar inte lärt sig språket, exempelvis elever som nyligen flyttat till Finland. Den modersmålsinriktade lärokursen är till för de elever som talar svenska eller finska som modersmål.
Prov i det andra inhemska språket var obligatorisk i studentexamen, fram till år 2005, då det blev möjligt att välja bort det. Det är fortfarande obligatoriskt att avlägga kurser i andra inhemska språket, 6 kurser för A-lärokursen och 5 kurser för B1-lärokursen.
Studentexamen omfattar minst fyra prov, av vilka provet i modersmål och litteratur är obligatoriskt för alla. Därtill väljer examinanden tre av följande fyra som obligatoriska: provet i det andra inhemska språket, provet i ett främmande språk (vanligen engelska), provet i matematik (lång eller kort) och prov i ett realämne. Utöver dessa prov kan examinanderna delta i ett eller flera extra prov. Den som väljer det andra inhemska kan alltså välja att inte skriva något språk utöver detta och modersmålet, inte skriva ett realämne eller inte skriva matematik.

## Finska som andra inhemska språk
Bland de svenskspråkiga i Finland är en betydande andel mer eller mindre tvåspråkiga. I finskdominerade städer som Helsingfors och Åbo kommer ofta mer än hälften av eleverna från tvåspråkiga hem, med en förälder som talar svenska och en annan som talar finska med barnen. Detta leder till pedagogiska utmaningar, då undervisningen skall vara meningsfull för dessa samtidigt som den skall vara adekvat för dem som inte alls kan finska då de börjar skolan. På svenskspråkiga orter kan problemet istället handla om att ge eleverna de väldigt goda kunskaper i finska som förväntas på två- eller finskspråkiga orter.
Numera finns en möjlighet att studera så kallad modersmålsinriktad finska i grundskolan. Denna motsvarar dock inte modersmålsundervisning i finska skolor och de som valt denna lärokurs blir i allmänhet integrerade med de andra i finskundervisningen i högstadiet och senare utbildningar, beroende på kommunens resurser. I vissa kommuner har eleven möjlighet att få modersmålsinriktad finska även i gymnasiet. Eleven blir dock bedömd utgående från A1-språkets bedömningskriterier för att vitsorden ska kunna jämföras. I gymnasiet är det möjligt att skriva både finska och svenska som modersmål i studentexamen, men undervisningen ger inte särskilt mycket stöd för detta.

## Svenska som andra inhemska språk
Det finns ett utbrett bekymmer över att många av eleverna inte lär sig svenska tillräckligt bra, dels bland dem som bekymrar sig för svenskans ställning i Finland, dels till exempel i högskolor, som skall bygga på språkkunskaperna så att de räcker för det statliga språkprovet.
Det finns också en utbredd frustration bland eleverna vad gäller undervisningen i svenska. Delvis handlar det om att finskspråkiga i helfinska områden, såsom i norra, centrala och östra Finland inte ser nyttan av att kunna svenska, delvis om att den kompetensnivå som uppnås inte räcker till i praktiken. Frustrationen och finskhetsivrande aktivister (jfr fennomani och Finskhetsförbundet) har framkallat ett motstånd mot obligatorisk svenskundervisning i Finland.
I kommunikation med mer eller mindre tvåspråkiga finlandssvenskar – och det är dessa de finskspråkiga i första hand möter – känns det ofta onödigt att försöka använda en mycket bristfällig skolsvenska och vid möten med sydsvenskar, norrmän eller danskar räcker språkkunskaperna ofta inte till för att uppfatta vad motparten säger. Nordbor kan i allmänhet engelska, som för de flesta finskspråkiga är ett starkare språk. Den finska skolan är också i hög grad inriktad på teoretiska språkkunskaper; steget till att aktivt använda språket känns ofta mycket längre än vad som borde vara fallet med de faktiska språkkunskaper som inhämtats.
Kunskaperna i svenska är mycket skiftande. De elever som valt att satsa på svenska och till exempel sommarjobbat på svenskspråkiga orter har ofta en mycket god svenska. En stor del av den finskspråkiga befolkningen upplever svenskan som viktig och till exempel har språkbadsdaghem och -skolor blivit populära (år 2006 fanns det enligt folktinget uppskattningsvis 40–50 språkbadsdaghem och 30–50 grundskolor med språkbad; elevantalet torde vara kring 6 000). Nära nog alla betydande rikspolitiker talar en någorlunda god svenska. Vid Finlands svenskspråkiga universitet, Åbo Akademi, är ungefär en fjärdedel av studerandena finskspråkiga, trots krävande språkprov för finskspråkiga sökande.
Det finns viss kontrovers kring hur svenska borde läras ut i finska skolor, framförallt hur framträdande roll finlandssvenskan, rikssvenskan respektive de nordiska språken borde få. Rikssvenskans och finlandssvenskans skriftspråk är nära nog identiska. Däremot skiljer sig uttalet väsentligt. Det finlandssvenska uttalet är ofta det som läraren behärskar bättre och det är lättare för finskspråkiga elever, som ändå ibland upplever att de då lär sig en provinsiell variant av språket och föredrar ”riktig” svenska.
På senare tid har man från finlandssvenska organisationer sida gjort rätt stora satsningar på att göra svenskan levande i de finska skolorna. Man har till exempel gett bidrag till teaterbesök och försökt främja kontakterna med svenskspråkiga.